# Voci nel tempo
Voci nel tempo è un film del 1996 diretto da Franco Piavoli.
La pellicola, a carattere semidocumentaristico, è stata girata a Castellaro Lagusello.